# 6826 Lavoisier
A 6826 Lavoisier (ideiglenes jelöléssel 1989 SD1) a Naprendszer kisbolygóövében található aszteroida. Eric Walter Elst fedezte fel 1989. szeptember 26-án.